# 深圳公交E21路

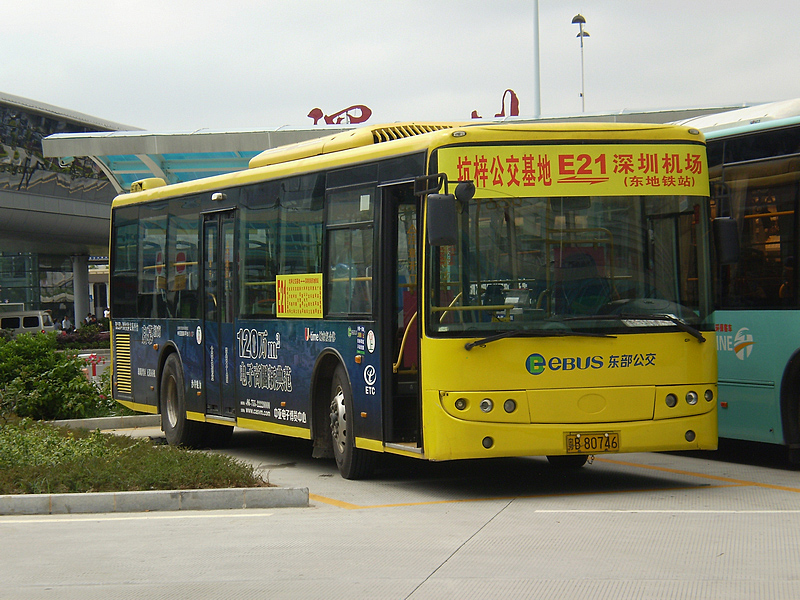
原E21路的金龙XMQ6116G

即将取消的深圳公交E21路，是从宝安机场新航站楼往来坑梓公交基地的快线公交，由深圳市东部公共交通有限公司运营。

## 线路简介
- 深圳公交E21路由深圳市东部公共交通有限公司营运。
- E21路从宝安机场新航站楼往来坑梓公交基地，全长75公里，配车8台，车型为比亚迪BYD6100LLEV；单程行驶时间约为100分钟；行走G15沈海高速（原机荷高速、惠盐高速）机场-同乐段。
- 服务时间：坑梓公交基地05:30-19:00，宝安机场新航站楼07:30-21:00
- 发车间隔：30-60分钟一班车

## 途径站点
- 往宝安机场新航站楼方向：东部公交基地 - 金沙市场 - 坑梓市场 - 龙田路口 - 盘古石 - 坪山新区管委会 - 六联酒店 - 坪山电子城 - 坪山汽车站 - 宝龙路口 - 同乐社区 - 宝安机场新航站楼 (12站)

- 往坑梓方向：宝安机场新航站楼 - 同乐社区 - 宝龙路口 - 坪山汽车站 - 坪山电子城 - 六联酒店 - 坪山新区管委会 - 盘古石 - 龙田路口 - 坑梓市场 - 金沙市场 - 东部公交基地 (12站)

- 注意：出行前最好注意E21路的班次表，以免造成不必要的麻烦。

## 历史
- 深圳公交E21路快线于2011年9月开通，新闻报道配车数为38台，实际上当时配车数为12台，发车间隔为20~30分钟一班，用车为金龙客车XMQ6116G和海格客车KLQ6118GE3。[1]
- 2011年11月1日，由于E21路客流较少，运力由12部降为6部XMQ6116G营运，导致E21路等车难。其余6部车均调至866路营运。[2]
- 2013年11月28日，由于宝安机场新航站楼启用，E21路的一端起讫站由机场东地铁站调整至宝安机场新航站楼。[3]
- 2020年10月12日，深圳市公共交通管理局发布公告，宣布本线将于当月21日停办。

## 资料来源
1. ↑  .   [2012-02-08]. （原始内容存档于2012-01-10）.
2. ↑  .   [2012-02-09]. （原始内容存档于2016-03-04）.
3. ↑  新航站楼最佳公交路线：1号线后瑞站乘M416直达T3 的存檔，存档日期2015-02-26.